# Flugplatz Romorantin-Pruniers

i7
i11
i13
Die Base aérienne 273 Romorantin-Pruniers (B.A. 273) „Lieutenant-colonel Mailfert“ ist ein Militärflugplatz der französischen Luftstreitkräfte (Armée de l’air). Die Basis liegt in der Region Centre-Val de Loire im Département Loir-et-Cher. Der Flugplatz befindet südwestlich von Romorantin-Lanthenay auf dem Gebiet der Gemeinden Pruniers-en-Sologne und Gièvres.
Der Flugplatz ist eine der ältesten Einrichtungen der französischen Luftstreitkräfte, dessen Ursprung bis 1912 zurückreicht. Während des Ersten Weltkriegs diente er dem Air Service der United States Army und im Zweiten Weltkrieg der deutschen Luftwaffe.

## Geschichte
Der Flugplatz entstand 1912 auf Initiative des französischen Luftfahrtdirektorats zwischen Orléans und Châteauroux und war zunächst mit einer Graspiste und einem noch heute existierenden Hangar ausgestattet.
Während des Ersten Weltkriegs befand sich hier ab 1915 eine Ausbildungseinrichtung der Armée de l’air und 1917 wurde er als Basis eines Depots für den Air Service des American Expeditionary Forces (AEF) ausgewählt. Die ersten Amerikaner trafen im Juni in Romorantin und der Flugplatz wurde in Folge massiv erweitert. Das Air Service Production Center No. 2 beherbergte in Folge fünf Hangare inkl. einem für Ballone und zwei Flugfelder sowie Eisenbahngleisen und einer Feldbahn. Die Einrichtung diente der Endmontage und Erprobung vorgefertigter Flugzeugkits wie der Airco D.H.4 sowie der Reparatur und Modifikation von Flugzeugen und Geräten.
Nach Kriegsende wurde das Areal 1919 an Frankreich zurückgegeben, dessen Luftstreitkräfte in den folgenden beiden Jahrzehnten lediglich einen kleineren Bereich weiter nutzte. Der Flugplatz erhielt in diesen Jahren die Bezeichnung „BA 304“, Camp Blume (BA für Base aérienne).
Während des Westfeldzugs der deutschen Wehrmacht wurde Camp Blume im Mai und Juni 1940 mehrmals von der Luftwaffe bombardiert und nach dem Waffenstillstand als Feldluftpark Romorantin von der Luftwaffe übernommen. Neben He 111 im Herbst 1940 während der Luftschlacht um England waren die Fw 190 der 1. Staffel des Jagdgeschwader 105 (1./JG105) die einzigen dauerhaft hier stationierten deutschen Kampfflugzeuge, die hier von Mitte März bis Anfang August 1944 lagen. Im April wurde der Flugplatz von Bombern der Eighth Air Force der United States Army Air Forces (USAAF) zerstört.
Nach Abzug der Luftwaffe übernahmen die freien französischen Truppen den Flugplatz Anfang September 1944.

## Heutige Nutzung
Seit Dezember 1944 ist die Armée de l’air wieder Hausherr auf der Base aérienne 273 und betreibt hier seither wiederum auf dem früher von den Amerikanern entwickelten Areal ein Depot, das heute insbesondere der Rafale-Wartung dient und ein Zentrum für technische Dokumentationen. Eines der beiden Flugfelder wird seit 1973 zur Ausbildung von Segelflugzeug-Führern genutzt.